# Srgaši
Srgaši este o localitate din comuna Koper, Slovenia, cu o populație de 148 de locuitori.